# クイズ!ベストカップル
『クイズ!ベストカップル』は、1981年10月2日から1982年10月8日までフジテレビ系列局で放送されていたフジテレビ製作のクイズ番組である。放送時間は毎週金曜 19:30 - 20:00 （日本標準時）。

## 概要
毎回4組の一般男女のカップルが筆記クイズに挑戦していた視聴者参加型番組。最高得点者は、シンガポール旅行を貰えるチャレンジゲームに挑戦できた。日曜22:00枠のクイズ番組『アイ・アイゲーム』にも出演していた山城新伍が司会を、当時新人だった横須賀よしみがアシスタントを務めていた。

## ルール
クイズは基本的に毎回5問。第4問までは男女それぞれに2問ずつ問題を課す方式で、それも男性には主として生活と関連する女性向けの問題を、女性には芸能・スポーツなどの男性向けの問題を出す。解答者はその際に各々の持ち点を10点単位（1000円換算）で賭ける必要があり、1問につき最大100点（1万円換算）まで賭けることが可能。スタート時の持ち点は各々500点（5万円換算）。正解すればその賭け金が戻り、不正解だと没収される。最終問題は男女のどちらかが解答する一般問題で、持ち点全てを賭けることもできる。
最終的に一番多くのポイントを獲得したカップルがトップ賞となり、シンガポール旅行を貰えるチャレンジゲーム「ハート・イン・ハート」に挑戦できる。これはトランプを使ったゲームで、まず始めに1 (Ace) から13 (King) まである13枚のカードの中から任意で2枚を引く。引いたカードの数字が連続していた場合にはゲームは即時終了するが、連続していなければもう1枚カードを引く。その際に出た数字が先に引いた2枚の中間に位置する数字であればゲームは成功となり（例えば4と8を引いていたとしたら、次に5・6・7のいずれかを引けば成功）、海外旅行を贈られる。ゲーム成功時には、スタジオの天井から大量の紙吹雪と風船が降る演出があった。（この番組は数回屋外ロケが行われているが、ゲームに挑戦するカップルの頭上にくす玉が下げられたセットが設置され、ゲーム成功時にはスタジオと同じようにくす玉が割れ紙吹雪が降った）

## 放送局
特筆の無い限り全て同時ネット。
- フジテレビ（制作局）
- 富山テレビ[1]
- 石川テレビ[1]
- 福井テレビ[1]
- 東海テレビ